# 山崎一稔
山崎 一稔（やまざき いちねん、1954年2月11日 - ） は、大阪府茨木市出身の作曲家、編曲家。
関西学院大学在学中に、フォークグループ三輪車のメンバーとして活動。当時は山崎 稔（やまざき みのる）で活動した。その後、作編曲家に転向、山崎一稔に改名した。作編曲家ならびにプロデューサーとして活動している。阿久悠プロジェクトのプロデューサーとしてトリビュートアルバムを制作した。
第50回日本レコード大賞「歌鬼（Ga-Ki）〜阿久悠トリビュート〜」で企画賞受賞、第54回日本レコード大賞「もしも明日が 〜三木たかしトリビュート〜」で2度目の企画賞を受賞する。

## 主な提供楽曲

### 作曲
- 明石家さんま「BIGな気分」「いくつもの夜を超えて」「いつものように」
- 五十嵐浩晃「街は恋人」
- 石田ひかり「星のフェアリー」「微風（そよかぜ）」「パステル・メモリー」「赤いエゴイズム」
- 宇沙美ゆかり「北風スクリーン」
- 大西結花「WAGAMAMAナインティーン」
- 荻野目洋子「湾岸太陽族」
- 柏原芳恵「火遊び」
- 川原理加「シャワーfeeling」
- 工藤夕貴「ときめきfall in you」
- 国実百合「SAMUI…」
- 小泉今日子「自由な太陽」
- 小林幸子「女の円舞曲」
- サンプラザ中野くん「野球狂～拝啓タイガース様～」
- 島田奈美「WEEKEND ROCK’N ROLL」
- 神野美伽「恋隠し」
- 中西圭三「泣き方を知らなかった」
- 中村雅俊「願い」「サヨナラは僕から言う」
- 長山洋子「ハイウェイ物語（サスペンス）」
- 西由梨絵「ラストレター」
- 錦織一清「JUSTICE~正義の魂~」
- にしきのあきら「ヨコハマ・ワルツ」「ほろ酔い天使」
- 早見優「少しだけFriday Kiss」
- 春やすこ・けいこ「ハートブレイクホテルは満員」
- B-Wish「DA-DA-DA」
- 堀ちえみ「ちえみ言葉でI Love You」
- マルシア「陽だまり」「雪どけ」
- 水瀬あやこ「恋をしましょう」
- 南野陽子「Happy New Yearが言いたくて」
- ミニスカポリス「ミニスカポリスのテーマ LOVE & PEACE」「Everybody Loves Everybody」「SEXY POLICE, TOKYO NIGHT」「少年A」「お説教」「WELCOME JAPAN」「Smile On Smile」「ミニスカポリスのテーマ OUCH!」
- 森恵「スパニッシュ・イン・ブルー」
- 山口弘美「空色の悲しみ」
- 山崎真由美「チャイナタウン・ロンリー・ベイビー」
- 和田アキ子「抱いてサンバナイト」「逢いたいうちが華だから」
- 渡哲也「ありんこ」

### 作曲・編曲
- 宇沙美ゆかり「トビウオたちの夏」「ガラスのラブレター」
- 太田貴子「イエスなら抱きしめて」
- 柏原芳恵「なにも世界中で…」「微笑（ほほえみ）」
- 川奈ルミ「さよなら坂」
- コルベッツ「Danger City」
- 水前寺清子「どすこい!太郎」
- 西田敏行「旅立たずにはいられない」
- フルーティ「Kiss!!フルーツキッス」（川原理加の「シャワーfeeling」のカバー曲）
- マルシア「砂に消えた愛」「愛にはぐれて」「祭…魅惑の渦へ…」
- ヤン・チェン「約束の地～夢の記憶～」
- 羅大佑「鹿港小鎮」「戀曲1980」「童年」「錯誤」「蒲公英」(1982年)「青春舞曲」「盲聾」「稻草人」(1983年)

## 映画・テレビ音楽
- 「V・マドンナ大戦争」（1985年）監督 中村幻児
- 「塀の中のプレイ・ボール」（1987年）監督 鈴木則文
- 「TWD EXPRESS ROLLING TAKEOFF」（1987年）監督 湯山邦彦
- 「首都高速トライアル」（1988年）監督 金澤克次
- 「BEST GUY」（1989年）監督 村川透
- 「刑事貴族」（1990年）監督 長谷部安春、村田忍、木下亮、原隆仁、鎌田浩
- 「刑事貴族2」（1991年）監督 長谷部安春、村田忍、木下亮、原隆仁、鈴木一平ほか
- 「刑事貴族3」（1992年）監督 長谷部安春、村田忍、木下亮、原隆仁、鈴木一平ほか
- 「BADBOYS」（1993年）監督 関田修（1巻）　山口武志（2巻 - 5巻）
- 「新　男樹」（2000年）監督 小久保利己　サウンドコーディネーターとして参加

- 「青いソラ白い雲」（2011年）監督 金子修介

## アニメ音楽
- 「家庭教師ヒットマンREBORN!」〜」（2007年）監督 今泉賢一　原作 天野明　六道骸版キャラクターソング「クフフのフ〜僕と契約」
- 「リボーンvs沢田綱吉／かてきょー音頭」
- 「戦国乙女〜桃色パラドックス〜」
- 「ヤンキー烈風隊」

## 受賞歴
- 第50回日本レコード大賞　企画賞受賞「歌鬼（Ga-Ki）〜阿久悠トリビュート〜」
- 第54回日本レコード大賞　企画賞受賞「もしも明日が 〜三木たかしトリビュート〜」

## CM曲
- マクドナルド「おいしい笑顔　マクドナルド」
- マクドナルド「だから　マクドナルド」
- 花王（バブ）
- スズキ株式会社（アルト）街は恋人/五十嵐浩晃
- 東条湖ランド
- ライオン（フルーツシャワーシャンプー）ときめきFALL IN YOU/工藤夕貴
- NEC（NECスピークスHIGH）ヨコハマ・ワルツ/錦野旦
- ポーラ化粧品（ＰＯＬＡ　ＬＵＭＩＥＲＡ　ｔｒａｎｓｖｉ」1990イメージソング）Ms.Energy/沢田知可子
- KINCHO大日本除虫菊株式会社（金鳥蚊取り線香1990ＣＭソング）宵待草 Gion Kouta/マイケル・Ｇ 　編曲を担当
- KINCHO大日本除虫菊株式会社（金鳥蚊取り線香1991ＣＭソング）祇園小唄 Gion Kouta/マイケル・Ｇ 　編曲を担当

## 社会活動
- 阪神・淡路大震災が発生した関西出身であるということもあり、東日本大震災が発生する前から備えの重要性を地域に発信する。
- 現在、防災活動のプロデュースも精力的に行う。